# Mireille Mossé

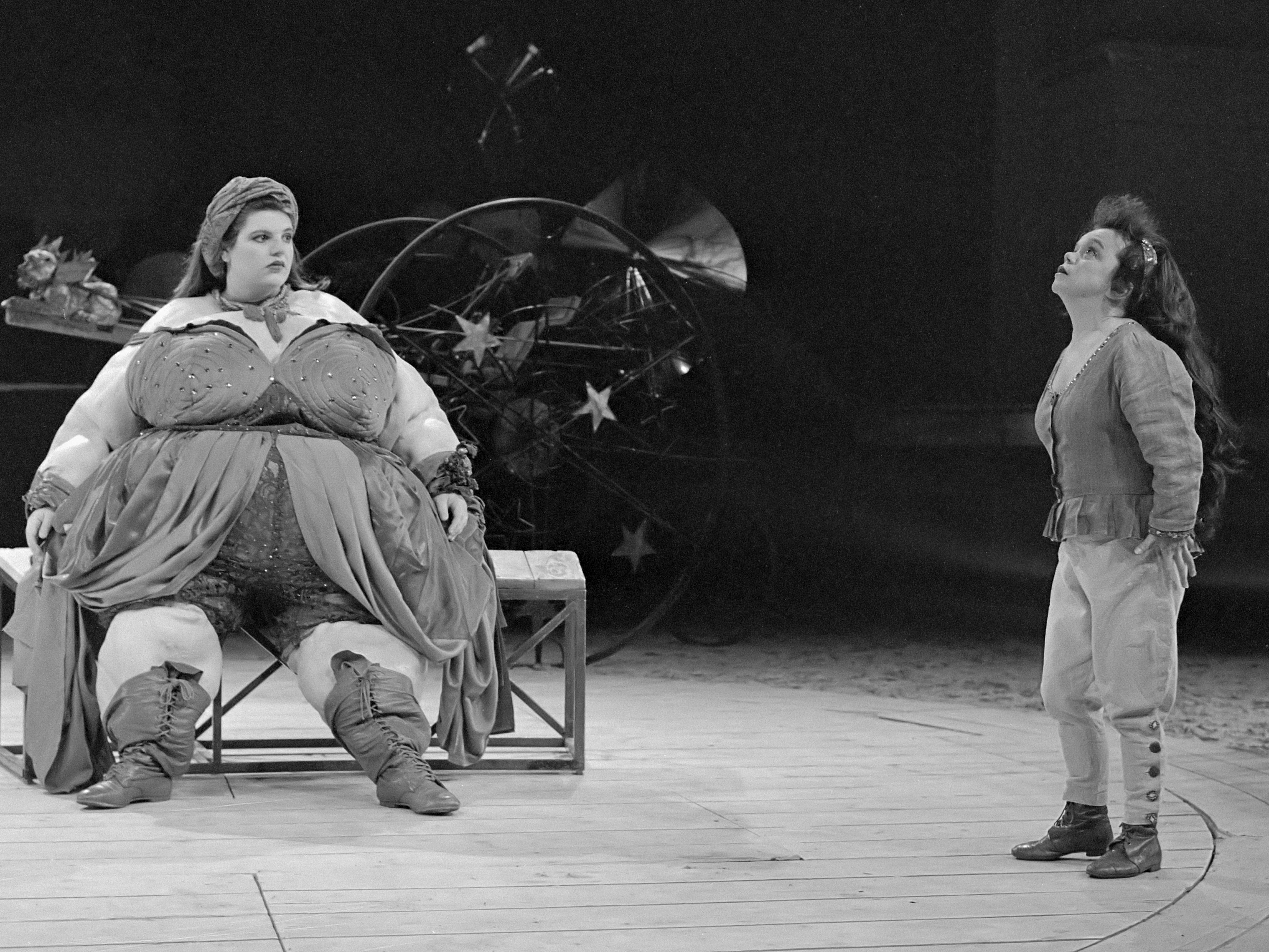
Virginia Lawalla und Mireille Mossé

Mireille Mossé (* 8. Februar 1958 in Toulon; † 7. Juni 2017 in Marseille) war eine französische Film- und Theater-Schauspielerin.
Mireille Mossé war kleinwüchsig bei einer Größe von 1,20 Metern. Sie wurde in den 1980er Jahren als Theaterschauspielerin aktiv und öfter von dem Regisseur Joël Jouanneau eingesetzt. So spielte sie in Glückliche Tage und Endspiel von Samuel Beckett oder in Tartuffe von Molière.
1995 spielte sie in dem Film Die Stadt der verlorenen Kinder die Mademoiselle Bismuth.

## Filmografie (Auswahl)
- 1992: Fool´s Fire
- 1995: Die Stadt der verlorenen Kinder (La Cité des enfants perdus)
- 1999: Die Frau auf der Brücke (La fille sur le pont)
- 2000: Ombra felice
- 2003: Swimming Pool